# Ованнисян, Раффи Ричардович
Раффи́ Ри́чардович Ованнися́н (арм. Րաֆֆի Հովհաննիսյան; род. 20 ноября 1959 в г. Фресно, США) — армянский политический и государственный деятель, основатель и лидер партии «Наследие», министр иностранных дел Армении (1991—1992).

## Биография
- 1977—1978 гг. — учился на отделении политологии Калифорнийского университета в Беркли.
- 1979—1980 гг. — перевёлся в Калифорнийский университет в Лос-Анджелесе, продолжив обучение по специальности «История Армении». Получил от кафедр истории и востоковедения титул «Bachelor of Arts» и медаль за отличие «Summa Cum Laude».
- 1980—1982 гг. — Флетчеровский институт международного законодательства и дипломатии Тафтского университета (штат Массачусетс), где специализировался в области международного законодательства, истории дипломатии и внешней политики демократических стран. Получил степень магистра (в 1982 г.).
- 1985 г. — в юридическом центре Джорджтаунского университета Вашингтона получил степень доктора юридических наук.
- 1981—1982 гг. — преподаватель истории Армении в Тафтском университете.
- 1985—1989 гг. — юрист в адвокатских конторах Хил, Ферер и Брил, Уитман и Рансел, Струк и Лван и братья Кудер Лос-Анджелеса.
- В 1989 г. основал Союз армянских адвокатов и руководил им. С января 1990 г., возвратившись на родину, возглавлял офис Армянской Ассамблеи Америки по восстановлению зоны бедствия.
- 1991—1992 гг. — был первым министром иностранных дел Армении.
- В 1993 г. основал в Ереване Армянский центр стратегических и национальных исследований, которым руководит по сей день. Основал общественно-политический-культурный журнал «Айацк Ереваниц».
- В 1998 г. исполнял краткосрочную общественную работу в управлении информации и книгоиздательства Армении и во Всеармянском фонде «Айастан». Автор десятков исследований, монографий и статей, которые вышли в свет в издательствах и периодической печати Армении, Америки, Европы, России, Среднего Востока.
- 12 мая 2007 г. избран депутатом парламента. Руководитель партии «Наследие».
- 14 января 2013 г. выдвинул свою кандидатуру на пост президента Армении на выборах президента страны, которые состоялись 18 февраля 2013 года. Занял 2-е место, набрав 36,74 % общего числа голосов принявших участие в выборах избирателей[1].
- 10 марта 2013 г. Раффи Ованнисян начал голодовку (завершил 31 марта) на площади Свободы в Ереване и пообещал: Только через его труп 9 апреля —  в день инаугурации — Серж Саргсян даст лживую клятву на Библии и Конституции, а Католикос Всех Армян осквернит Библию, благословив исказившего волю народа кандидата[2].
- 9 апреля 2013 г. в Ереване состоялись митинги и шествия протеста сторонников Раффи Ованнисяна. Они 2 раза попытались прорвать полицейские кордоны и пройти к президентской резиденции, во время которых начались столкновения между сотрудниками полиции и сторонниками Раффи Ованнисяна[3].